# Massari
Massari (ar. pieniądze), właśc. Sari Abboud (ur. 10 grudnia 1981 w Bejrucie) – kanadyjski piosenkarz rhythm and blues.
W wieku 10 lat przeprowadził się do Montrealu, trzy lata później do Ottawy. Rozmawia i śpiewa w języku angielskim, francuskim i arabskim.
Trzy jego piosenki zajmowały miejsca w Kanadyjskiej Top 20. Był on nominowany do nagrody MuchMusic Video Awards, podczas Canadian Urban Music Awards został nominowany w dwóch kategoriach (Najlepszy nowy artysta,R&B/Soul nagranie roku). Jego debiutancki album Massari w Kanadzie pokrył się złotem.

## Dyskografia

### Albumy
- Massari (2005)
- Forever Massari (2009)
- Tune In (2018)

### EP
- Hero (2015)

### Single
- „Smile for Me” (feat. Loon) (2005)
- „Be Easy” (2005)
- „Real Love” (2006)
- „Rush the Floor” (feat. Belly) (2006)
- „Say You Love Me” (2008)
- „In Love Again” (2008)
- „Bad Girl” (2009)
- „Body Body” (2009)
- „Dance for Your Life” (2011)
- „Full Circle” (feat. Belly) (2012)
- „Brand New Day” (2012)
- „Shisha” (feat. French Montana) (2013)
- „So Long” (2017)
- „Done Da Da” (2017)[1]
- „Number One” (feat. Tory Lanez) (2017)
- „Roll with It” (with Mohammed Assaf) (2018)
- „Why” (with Shaggy) (2018)
- „Tune In” (feat. Afrojack and Beenie Man) (2018)
- „Ya Nour El Ein” (feat. Maya Diab and French Montana) (2018)
- „Albeh Nkasar” (2019)
- „I See the Dream (Badna Salam)” (with Ali Gatie)(2020)
- „Be Mine” (2021)